# Ichikawa Raizo
Ichikawa Raizo(市川雷蔵, 29 de agosto 1931 - 17 de julho 1969) foi um ator de cinema, ator kabuki e Teltvision de Japonês.